# À la place du cœur
À la place du cœur is een Franse film van Robert Guédiguian die werd uitgebracht in 1998. 
Het scenario is gebaseerd op de roman If Beale Street Could Talk (1974) van James Baldwin.

## Verhaal
Marseille, in een arbeiderswijk waar mensen van alle rassen en geloofsovertuigingen samenwonen. Bébé is een achttienjarige zwarte jongen die werd geadopteerd. Clim is blank en piepjong, zestien jaar. Bébé en Clim kennen elkaar al heel lang en ze houden van elkaar. Ondanks hun erg jeugdige leeftijd willen ze al trouwen. 
Ze zien echter hun droom in rook opgaan wanneer een racistische politieagent Bébé ervan beschuldigt een jonge vrouw verkracht te hebben. Bébé wordt achter de tralies gezet. Clim komt hem trouw opzoeken in de gevangenis. Net als heel haar omgeving vertrouwt ze erop dat Bébé binnenkort zal worden vrijgelaten. 
Op een dag vertelt ze hem dat ze zwanger is en dat ze het kindje wil houden. Heel haar familie staat achter haar.
Ondertussen doet de moeder van Clim er alles aan om het zogenaamde slachtoffer van de verkrachting te vinden. Die heeft Frankrijk echter verlaten. 

## Rolverdeling
| Acteur                 | Personage                |
| ---------------------- | ------------------------ |
| Ariane Ascaride        | Marianne Patché          |
| Jean-Pierre Darroussin | Joël Patché              |
| Gérard Meylan          | Franck Lopez             |
| Alexandre Ogou         | François 'Bébé' Lopez    |
| Laure Raoust           | Clémentine 'Clim' Patché |
| Véronique Balme        | Sophie Patché            |
| Christine Brücher      | Francine Lopez           |
| Pierre Banderet        | mijnheer d'Assas         |
| Patrick Bonnel         | Jaime                    |
| Djamal Bouanane        | Khalil                   |
| Jacques Boudet         | mijnheer Lévy            |